# Телефонный аппарат мощный
ТАМ (телефонный аппарат мощный) — мощный переносной фоно-индукторный телефонный аппарат РККА. Предназначался для телефонной связи по дальним линиям (военно-полевым и постоянным). Дальность действия: до 25-30 км по полевой двухпроводной кабельной линии или около 200 км по воздушной стальной линии. Его мощность (дальность) выше аппаратов УНА-31 на 31%. Устройство мощного микрофона допускало увеличение напряжения батареи в микрофонной цепи до 6 В, вследствие чего дальность передачи увеличивалась на 40-50% по сравнению с обычными аппаратами УНА.

## Разработки и принятие на вооружение
В начале 1930-х годов РККА появилась идея создания единого образца полевого телефона, который позволял бы посылку индукторного и фонического вызовов, а также мог бы служить в городских сетях ЦБ и АТС.  В городские телефонные сети его можно было включать с питанием от одной общей батареи, установленной на центральной станции (система ЦБ).
Под руководством А.Г. Эльсница к 1933 г. были завершены работы над телефонным аппаратом ТАМ (телефонный аппарат мощный). Аппарат ТАМ являлся фоноиндукторным и предназначался для телефонной связи крупных штабов по дальним телефонным и телеграфным линиям. Несмотря на неудачную схему и конструкцию, большой вес и объем, большой расход батарей, он был принят на вооружение РККА в том же 1933 г. В 1935 г. на заводе «Красная заря» была выпущена опытная партия этих аппаратов, которые с этого времени небольшими серийными партиями (самая крупная – 955 телефонов в 1938 г.) вплоть до 1940 г. производились на предприятии. ТАМ использовался на маневрах, во время боевых действий на Халхин-Голе, и везде о его работе отзывы были положительными. Однако он не мог претендовать на занятие места унифицированного единого образца аппарата для всех сухопутных сил.

## Основные данные аппарата
Размер аппарата - 135 х 360 х 270 мм.
Вес без элементов - 7,5 - 8 кг.
Дальность действия:
а) по полевой кабельной линии ПТФ-8 - 25 - 30 км;
б) по постоянной воздушной стальной линии с проводом диаметром 3 мм - 200 км.
Питание микрофона и зуммера - от 6-вольтовой батареи.

## Устройство
Фоно-индукторный телефонный аппарат ТАМ состоит из следующих основных частей: микротелефонная трубка со шнуром и вилкой, дифференциального телефонного трансформатора, балансного сопротивления на 800 и 1400 Ом, зуммера, вызывной кнопки, индуктора,  рычажного переключателя для микротелефонной трубки, ключа для переключения аппарата с индукторного вызова на фонический и на ЦБ, ключа для переключения балансной линии, реактивной катушки, громоотвода, конденсатора линейного, конденсатора искрагасителя, линейных зажимов, батарейных зажимов и батарейных элементов, шнура с вилкой и наконечниками для включения АКБ, выемной рамы, ящика с ручкой.